# 郑科伟
郑科伟（1980年1月23日—），是中国足球运动员，司职防守型中场。

## 职业生涯
郑科伟小学就读于上海的传统足球特色学校止园路小学，是上海各级青少年足球训练系统培养出的球员。1999年，落选八运队的郑科伟却被申花青年队教练范九龄选入申花梯队，2000年就曾获得过联赛上场的机会。2001年，他更加接过了转会离开申花的原中后场主力朱琪的18号球衣，正式进入一线队。申花先后两任塞尔维亚籍主教练都对他有很高的评价，寄予厚望。2002年，申花中场两名绝对主力申思和祁宏转会，当时22岁郑科伟也成为主要的中场人选之一。
此后，郑科伟经常在申花队主力阵容中占据一席之地，2003年还随队获得末代甲A联赛的冠军，不过与申思、祁宏、朱琪等原申花中场相比，他却从未入选过国字号球队或者获得联赛最佳阵容等荣誉。而且，其出场也与申花主教练吴金贵的去留有关，吴金贵两次离任，郑科伟都遭到“冷藏”。2008年赛季中期吴金贵离任后，上半赛季首发了11次的郑科伟甚至连替补席都没有坐到过一次，赛季结束后被挂牌。
2009年，郑科伟加盟南昌八一与球队签订了一份两年的租借合同，费用未透露。最终幚助南昌队成功杀入明年的中超联赛。
2010年7月，作为南昌队队长的郑科伟因为球队战绩不佳，在训练和比赛中表现得比较急躁，加之后面的训练中郑科伟与队友发生了一些小摩擦，曾被暂时下放，后郑科伟最终也重获信任回归球队。
2011年1月，郑科伟以自由转会形式加盟杭州绿城。2012年底离开球队。
2013年初，加盟上海业余联赛球队。